# Hyacinthella millingenii
Hyacinthella millingenii là một loài thực vật có hoa trong họ Măng tây. Loài này được (Post) Feinbrun mô tả khoa học đầu tiên năm 1961.